# Bilala
Pour les articles homonymes, voir Bilala.
Bilala est une localité du district de Mvouti dans le département du Kouilou, située dans le sud-ouest de la république du Congo. Bien que situé dans le même département du Kouilou, il n'est pas à confondre avec l'un des bourgs de Diosso portant le même nom.

## Localisation
Bilala, anciennement Guéna, est situé sur la route nationale un entre la capitale économique Pointe-Noire et la capitale politique Brazzaville. Elle est à mi-chemin entre Pointe-Noire et Dolisie dans le département du Niari. 
Biala est situé au kilomètre 71 du tronçon du chemin de fer Congo-Océan, qui compte 512 kilomètres entre Yanga et Bilinga, anciennement Fourastié (kilomètre 79),.
Ce village est situé en plein massif du Mayombe.
Les villages les plus proches sont Kipessi et Moukondo au sud et Lissanga à l'est.
On y trouve une école primaire et un collège portant le nom de Jean Dello,,, homme politique et homme de lettres natif du canton de Banga, dans le district de Mvouti, 
Un pont métallique permet d'accéder à Bilala en enjambant la rivière Loémé. Mais cet ouvrage construit pendant la période coloniale n'est pas entretenu et menace de s'effondrer surtout avec les passages répétés des poids lourds de l'usine d'extraction de gravier destiné à la construction, située non loin de là.

## Religion
Bilala comporte en son sein près de 18 confessions religieuses. Parmi les plus célèbres, on peut citer le catholicisme, le protestantisme, l'Armée du salut, le lassysme, le kimbaguisme, la religion ngunza, le pentecôtisme et enfin l'animisme.
Le catholicisme est considéré comme la religion la plus importante, quant à son organisation, sa démographie et ses infrastructures.[réf. nécessaire]

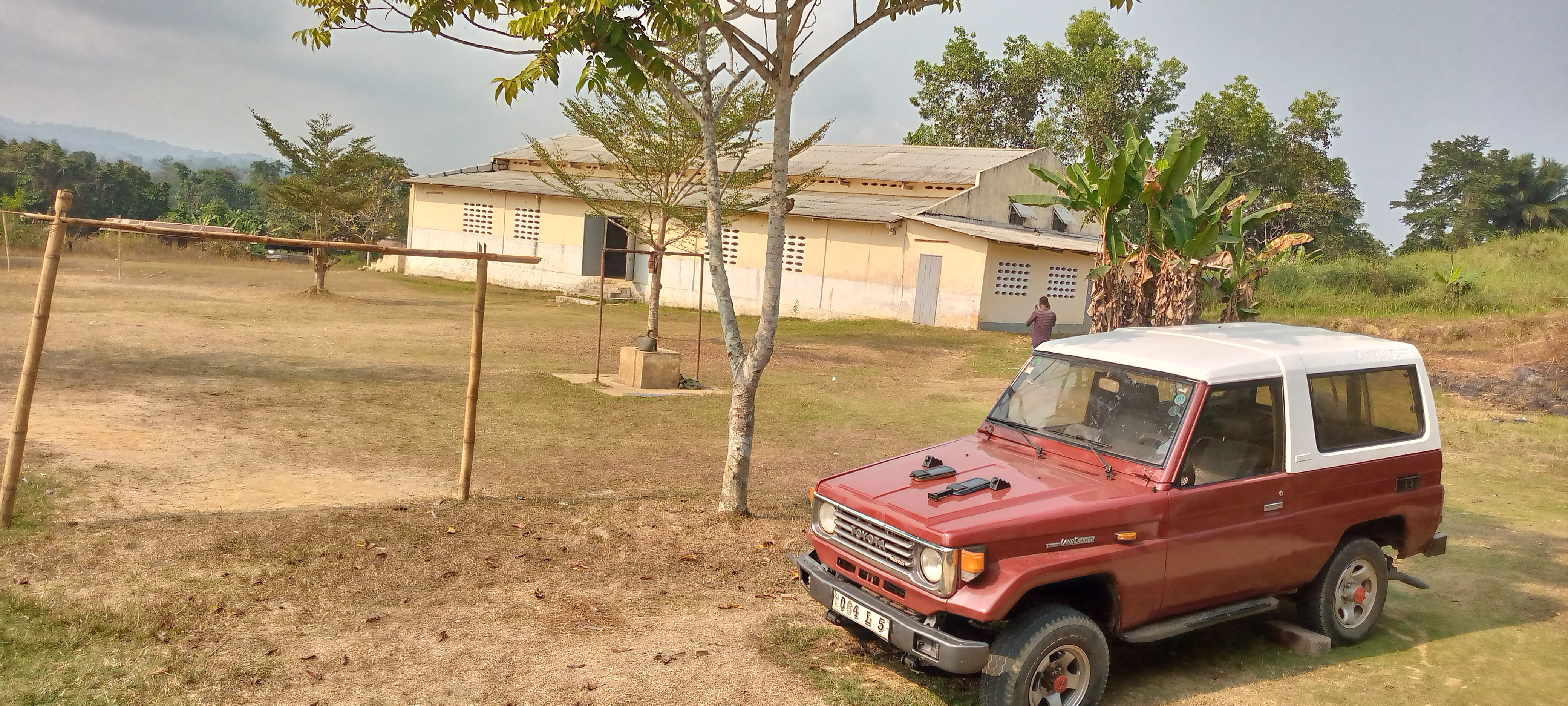

## Agriculture
Des plantations forestières d'espèces comme le limba (Terminalia superba) sont présentes depuis des décennies à Bilala,,. 
On trouve également des bananeraies, et des cultures de cacaoyers pratiquées sous la couverture forestière des limbas.

## Catastrophe ferroviaire
Dans la nuit du 21 au 22 juin 2010, un tragique accident ferroviaire est intervenu dans les environs de Bilala faisant 76 victimes. L'état de délabrement avancé du réseau ferroviaire du CFCO, ainsi que l'absence d'investissement pour la modernisation de cette infrastructure a été mis en cause,,.
Cela rappelle un autre traumatisme, celui de Mvoungouti, intervenu le 5 septembre 1991, à la suite de la collision entre deux trains, faisant plus de cent morts et restant la catastrophe ferroviaire avec le plus de victimes en République du Congo..